# 82 Алкмена
82 Алкме́на (82 Alkmene) — астероїд головного поясу, відкритий 27 листопада 1864 року німецьким астрономом Робертом Лютером в Дюссельдорфі, Німеччина. Астероїд названий на честь Алкмени, дочки мікенського царя Електріона у давньогрецькій міфології.
Період обертання астероїда був визначений у 1984 році. За результатами аналізу зміни кривої блиску, опублікованими в 1985 році, у астероїда було припущено наявність супутника. Проте, наступні спостереження поки це не підтвердили.
Алкмена належить до спектрального типу S не перетинає орбіту Землі й обертається навколо Сонця за 4,59 юліанського року.
Тіссеранів параметр щодо Юпітера — 3,301.